# 霞ヶ関高等学校
霞ヶ関高等学校（かすみがせきこうとうがっこう）は、埼玉県川越市的場にある、私立の単位制・通信制の高校である。転入学・編入学が出来るだけでなく、近年では中学校からの直接入学も盛んである。

## 概要
中学校卒業生、高等学校からの転校生、または高等学校を中途退学した生徒を主な対象とした単位制高校で、『学びたい人が、学びたいときに、自分のペースで学ぶことができる』と言う教育方針を持っている。転入・編入は随時可能である。全日制高校のように火曜日から金曜日まで登校する特別コースと、２週に１度の土曜にのみ登校する一般コースがある。
標準服は用意されているものの、購入の指定はない。いわゆる服装の自由な高等学校である。

## 沿革
- 1969年（昭和44年）7月 - 学校法人山口学園（現在の山口学院）設立。
- 2002年（平成14年）
  - 3月　設置認可。
  - 4月　開校。

## 募集学科及び定員
出願は埼玉県・東京都に住所または勤務地がある者に限られる。地域別の学習センター等は無く、全生徒がスクーリングのため川越市の校舎に来る必要がある。
- 普通科…165名
  - 一般コース…99名
  - 特別コース…66名

## 交通手段
- 東武東上本線 霞ヶ関駅下車、北口より徒歩で約2分。

## 系列校
設置者はいずれも学校法人山口学院。
- 国際情報経済専門学校（1985年（昭和60年）4月開校。） - 当校校地に隣接。
- 埼玉平成中学校・高等学校（1984年（昭和59年）4月開校、1988年（昭和63年）4月改称、2000年（平成12年）4月より現校名。）